# Clio (Carolina do Sul)
Clio é uma cidade  localizada no estado norte-americano de Carolina do Sul, no Condado de Marlboro.

## Demografia
Segundo o censo norte-americano de 2000, a sua população era de 774 habitantes.
Em 2006, foi estimada uma população de 744, um decréscimo de 30 (-3.9%).

## Geografia
De acordo com o United States Census Bureau tem uma área de
2,2 km², dos quais 2,2 km² cobertos por terra e 0,0 km² cobertos por água. Clio localiza-se a aproximadamente 53 m acima do nível do mar.

## Localidades na vizinhança
O diagrama seguinte representa as localidades num raio de 20 km ao redor de Clio.